# Kamenica (otok)
Kamenica je nenaseljeni otočić u hrvatskom dijelu Jadranskog mora.
Njegova površina iznosi 0,011 km².
Do unatrag nekoliko godina, mještani okolnih otoka (Prvića i Zlarina) na Kamenici su odlagali i spaljivali svoj otpad, tako se često mogao vidjeti dim s Kamenice, gdje otpad danima tinjao...
Zadnjih godina takva praksa je prekinuta i otok je dijelom očišćen, ali još uvijek se na otoku i podmorju oko otoka mogu naći ostaci otpada. 
Ovo je samo primjer našeg postupanja do nedavno, s našim prirodnim bogatstvima, jer Kamenica je prekrasni mali otok iznimno zanimljivog podmorja, na ulazu u jednu od najljepših jadranskih uvala Tijašćica gdje se ljeti zna usidriti i više od stotinjak jedrilica i jahti.
Dužina obalne crte iznosi 0,4 km.